# Summa
La summa és un gènere literari didàctic medieval escrit en llatí que nasqué a finals del segle xii i es desenvolupà durant el segle xiii i posteriors. Es tracta d'un tipus d'enciclopèdia que desenvolupava una matèria o disciplina (dret, teologia i filosofia sobretot) d'una forma quelcom més particular que el tractatus (tractat), ja que se dividien en quaestiones (qüestions) i aquestes en articles. Els articles, així mateix, posseïen la següent estructura:
- 1. Títol de l'article en forma interrogativa i presentant dos postures contraposades (disputatio).
- 2. Objeccions o arguments en contra d'una de les alternatives, en general la que sosté l'autor.
- 3. Arguments a favor de tal alternativa, fundats en l'autoritat de les Sagrades Escritures, dels Sants Pares en segon lloc, etcètera.
- 4. Solució, que inclou un conjunt d'arguments que combinen fe i raó i expressen el pensament de l'autor.
- 5. La sententia o resposta a la pregunta, que consisteix en la refutació de les objeccions inicials contràries a la solució de l'autor.[1][2]

## Lessummaeen l'àmbit del dret
En l'àmbit del dret, la summa és un gènere literari pragmàtic i didàctic desenvolupat a partir de la metodologia de la glossa, que evolucionà tot dividint-se en dos gèneres literaris autònoms segons derivaren de la glossa de similia o de la glossa de contraria, de forma que es donà lloc respectivament a la summa i a la questio legitima.
La summa nasqué en les escoles menors del dret que pretenien formar als seus estudiants amb síntesis útils i còmodes dels codis de Justinià I; per a complir aquest fi nasqué el costum de compilar exposicions sistemàtiques, simples i ràpides d'obres senceres, donant així origen al gènere literari de la summa en l'àmbit jurídic.
La summa es desenvolupà especialment a les escoles de dret civil d'Occitània, on es dedicà especialment a les Institutiones de Justinià.

## Algunes summes jurídiques importants
- Summa Codicis, obra d'Azzone da Bologna.
- Summa Codicis escrita en occità i coneguda vulgarment com a Lo Codi, traduïda al llatí per Riccardo Pisano.

## Lessummaeen l'àmbit de la teologia i la filosofia
L'ensenyament de la Teologia en l'Edat Mitjana es desenvolupava de dos maneres diferents: La lectio i la disputatio:
- La lectio (lliçó), molt pareguda a una classe actual, consistia en que el professor comentava les sentències i dites d'autors famosos i reconeguts com, per exemple, les obres d'Aristòtil o de Boeci o les Sentències de Pere Llombard.
- La disputatio (disputa), més informal que la lectio, era un veritable diàleg entre mestres i deixebles, on s'esgrimien arguments en pro i en contra d'una tesi qualsevol.

D'aquests dos mètodes escolars sorgiren les seues respectives formes literàries:
- De la lectio nasqueren els Commentaria (comentaris); i d'aquests sorgiren les Summae (summes), més lliures, autònomes i sistemàtiques que els Commentaria.
- De la disputatio procediren les Quaestiones disputatae (qüestions disputades), que recullen el material de les disputes que tenien lloc cada dos setmanes, i els Quodlibeta (qüestions aleatòries), que recollien les disputes hagudes per Nadal i per Pasqua de Resurrecció. Aquesta metodologia de les disputationes serví de model tècnic a les famoses Summae medievals.[3]

## Algunes summes teològiques importants
Existeix més o menys una seixantena llarga de summes. Destaquem les següents:
- Simó de Tournai, Summa o Institutione in sacram paginam, 1165.
- Preposití de Cremona, Summa de officiis i Summa de poenitentia
- Guillem d'Auxerre, Summa Aurea, 1220.
- Sant Tomàs d'Aquino, Summa Theologiae, 1274.
- Sant Tomàs d'Aquino, Summa contra gentiles.
- Alexandre de Hales, Summa Theologiae, s. XIII.
- Gerard de Bolonya, Summa Theologiae, 1317.
- Francesc Eiximenis, Summa Theologica (fragments). s. XIV.